# سكوت قالبرايث
سكوت قالبرايث (بالإنجليزية: Scott Galbraith)‏ هو لاعب كرة قدم أمريكية أمريكي، ولد في 7 يناير 1967 في ساكرامنتو في الولايات المتحدة.

## وصلات خارجية
- سكوت قالبرايث على موقع مرجع كرة القدم المحترفة.كوم (الإنجليزية)